# Людина з нори
Людина з нори (порт. índio do buraco «Індіанець з нори»; прибл. 1960-ті — прибл. липень 2022), або індіанець Танару (порт. Índio Tanaru), був єдиним представником корінного населення зі свого народу в тропічних лісах Амазонки в бразильському штаті Рондонія. Він був єдиним мешканцем території корінного населення Танару, що була захищена правами території корінного населення, демаркованої урядом Бразилії 2007 року. Невідомо, якою мовою розмовляла Людина з нори, як називався його народ і як його звали. Він був останнім членом свого племені, який вижив після геноциду корінних народів Бразилії, здійсненого бразильськими поселенцями в 1970-1990-х роках. Людина з нори жив у самотності з середини 1990-х до своєї смерті 2022 року. З 1996 року бразильський Національний індіанський фонд (FUNAI) стежив за цим чоловіком і час від часу спілкувався з ним на відстані, але він вирішив залишитися ізольованим. Він жив переважно як мисливець-збирач. Часто змінюючи місце проживання, залишав глибоку яму невідомого призначення в кожній зі своїх домівок, що дало початок його прізвиську. Людина з нори пережила ще один напад озброєного власника ранчо у 2009 році, а 2018 року він привернув увагу міжнародної спільноти, коли FUNAI опублікувала відео з ним, щоб підвищити обізнаність про загрози, з якими стикаються неконтактні народи в Бразилії. У серпні 2022 року його знайшли мертвим у своєму будинку.

## Пережитий геноцид
Людина з нори не був добровільним затворником; він був змушений жити сам після того, як його народ був знищений у геноциді корінних народів у Бразилії, що досі триває. Вважають, що більшість його народу вбили поселенці в 1970-х роках, приблизно тоді ж, коли сусідні народи, такі як акунцу та каное, пережили подібні масові вбивства. Решта тих, хто вижив, окрім Людини з нори, були вбиті під час нападу нелегальних шахтарів у 1995 році. Національний індіанський фонд (FUNAI), бразильське урядове агентство з інтересів корінних народів, пізніше виявив залишки їхнього села, зруйнованого бульдозером 1996 року. До цього моменту вони були неконтактними, тому невідомо, як вони називалися, якою мовою розмовляли або як звали Людину з нори.

## Подальше життя
FUNAI вперше дізнався про ізольоване існування Людини з нори в 1996 році. Вони помітили, що він періодично переїздив, будуючи нові солом'яні хатини для притулку. Він полював на дичину, збирав плоди та мед, а також садив кукурудзу та маніоку. Протягом багатьох років FUNAI ідентифікувала понад 50 побудованих ним хатин. Його прізвисько походить від глибоких ям, знайдених в кожній хатині, яку він покинув. Спочатку вважали, що ці отвори використовувалися, щоб ловити тварин або ховатися там, але деякі спостерігачі припустили, що вони могли мати ритуальне призначення. Нори були вузькі, глибиною понад 1,8 м.14 подібних отворів було знайдено в зруйнованому селищі, відкритому фондом FUNAI 1996 року.
Згідно з конституцією Бразилії, корінні народи мають право на землі, в яких вони традиційно мешкають. У 2007 році FUNAI офіційно демаркував 8 000 га землі як "захищені правом території корінного населення", територію корінного населення Танару. Після свого заснування фонд FUNAI стежив за ним і намагався запобігти вторгненням на цю територію. Попри це, у листопаді 2009 року на Людину з нори напали озброєні люди, однак він зумів вижити.
Хоча він уникав подальших прямих контактів з іншими, Людина з нори знав, що за ним стежать сторонні. FUNAI час від часу залишав йому в подарунок інструменти та насіння, чим «викликав певний рівень довіри». Іноді він сигналізував групам спостерігачів, щоб вони уникали пасток, які він викопав для свого захисту або для полювання на тварин. У 2018 році FUNAI опублікувала відео з ним, щоб підвищити глобальну обізнаність про загрози для неконтактних народів у Бразилії. На відео чоловік, якому на той момент імовірно було близько 50 років, був здоровий.

## Смерть
24 серпня 2022 року представник фонду FUNAI Альтаїр Хосе Альгаєр знайшов мертвим Людину з нори в його останній хатині. Його знайшли «лежачим у гамаку, прикрашеним пір'ям папуг ара, ніби в очікуванні смерті». Не було жодних ознак насильства чи будь-яких інших причин для тривоги до того, як FUNAI виявила його тіло. За підрахунками, він помер у липні. На момент смерті йому було близько 60 років. Тіло доставили до столиці штату Порту-Велью для розтину, щоб з'ясувати причину смерті. 27 серпня Марсело дос Сантос, експерт з корінних народів, сказав, що чоловіка слід поховати в тому ж місці, де він жив і помер, у меморіалі, спорудженому державою, і територію слід негайно захистити, оскільки їй загрожує вторгнення недоброзичливців та занепад. Правозахисники корінного населення підтримали цю вимогу.